# Iwan Srazimir

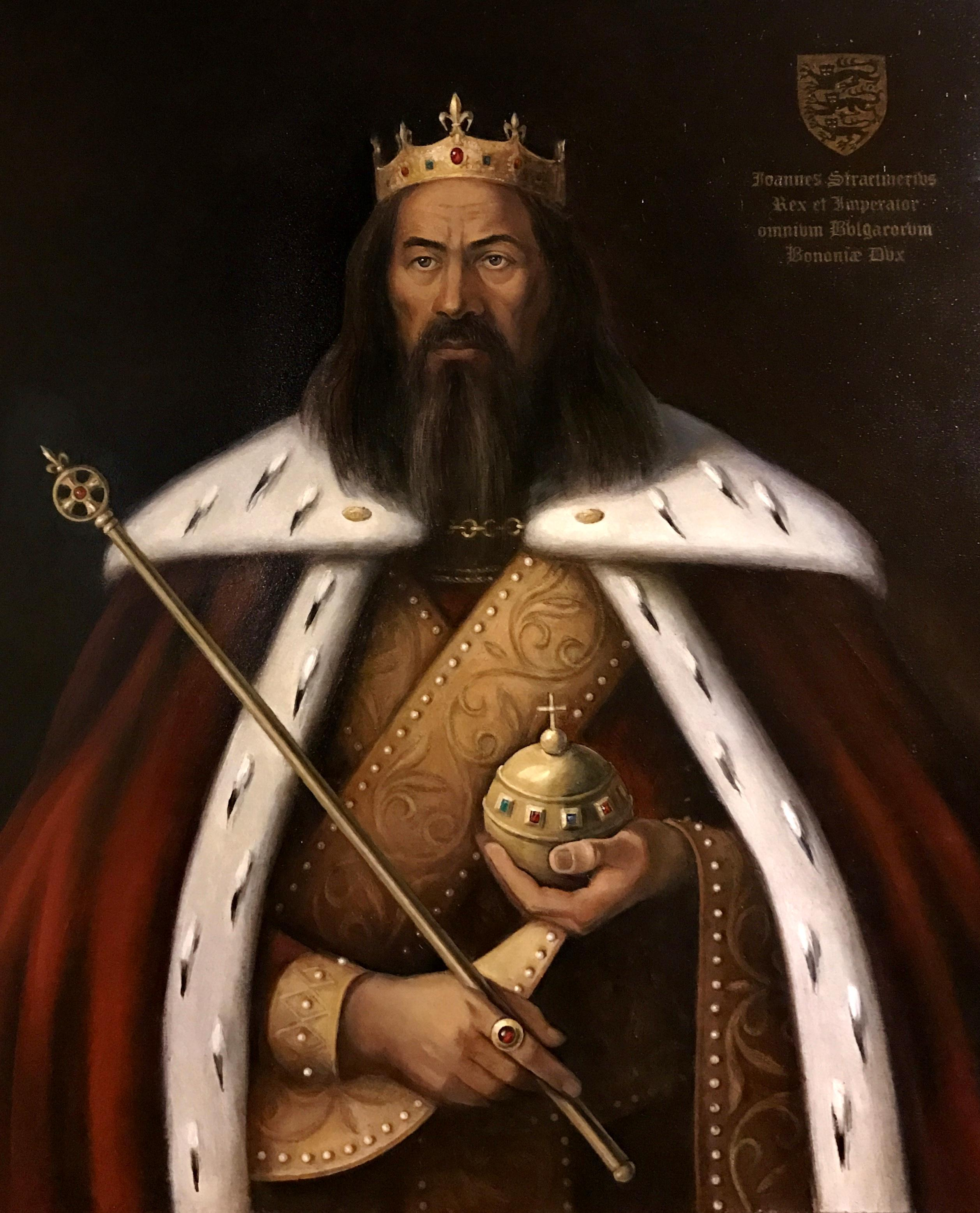
Iwan Srazimir von Bulgarien

Iwan Srazimir (bulgarisch Иван Срацимир, wissenschaftliche Transliteration Ivan Sracimir; * um 1324 in Lowetsch, Bulgarien; † 1397 oder 1398 in Bursa, Osmanisches Reich) war ab 1356 Zar von Bulgarien in Widin. Er war Sohn des bulgarischen Zaren Iwan Alexander und der Teodora Basarab.
Iwan Srazimir herrschte als letzter bulgarischer Zar von 1356 bis 1396/1397 über das Königreich Widin, das unter Bayezid I. unter osmanische Herrschaft fiel. Seit 2010 trägt der Sratsimir Hill seinen Namen, ein Hügel im Grahamland in der Antarktis.